# E tu come stai?/Con te
E tu come stai?/Con te è l'undicesimo 45 giri di Claudio Baglioni, il primo pubblicato dalla CBS; entrambi i brani, tratti dall'album E tu come stai?, sono editi dalle edizioni musicali April Music e Cosa.
Il disco venne anche pubblicato con diversa copertina in Cecoslovacchia dalla Supraphon, etichetta che distribuiva in quella nazione la CBS, con numero di catalogo  1143 2294

## Tracce
Testi e musiche di Claudio Baglioni.
1. E tu come stai?
2. Con te

## Formazione
- Claudio Baglioni - voce, autoharp
- Ruggero Cini - pianoforte, tastiere
- Luciano Ciccaglioni - chitarre
- Benoit Widemann - minimoog, Oberheim
- Massimo Buzzi - batteria, percussioni
- Pierre Francis - arpa
- Rodolfo Bianchi - sassofono tenore
- Jacques Chambon - oboe
- Jean Paul Gantiez - corno
- André Fournier - corno
- Wilfrid Fournier - corno
- Christiane Cour, Jean Stout, Alice Herald, Anne German, Danielle Licari, Françoise Walle, Jean Coussac, Bernard Houdy, Henry Tallourd, José Germain - cori

## Versioni
- Nel 1986 la cantante Mina incide un cover della canzone e la include nell'album Sì, buana.
- Nel 1992, il cantante brasiliano Roberto Carlos Braga incide un cover della canzone e la include nel suo album autointitolato uscito a quell'anno.